# Lijst van voetbalinterlands Liberia - Niger
Deze lijst van voetbalinterlands is een overzicht van alle officiële voetbalwedstrijden tussen de nationale teams van Liberia en Niger. De Afrikaanse landen speelden tot op heden acht keer tegen elkaar. De eerste ontmoeting was een wedstrijd op 25 februari 1986 tijdens een vriendschappelijk toernooi in Accra (Ghana). Het laatste duel, eveneens een vriendschappelijke wedstrijd, werd gespeeld in Caïro (Egypte) op 25 september 2022.

## Wedstrijden
| № | Plaats   | Datum             | Competitie                   | Wedstrijd       | Uitslag |
| - | -------- | ----------------- | ---------------------------- | --------------- | ------- |
| 1 | Accra    | 25 februari 1986  | Vriendschappelijk            | Niger − Liberia | 0 − 3   |
| 2 | Niamey   | 2 augustus 1998   | Afrika Cup 2000 kwalificatie | Niger − Liberia | 2 − 1   |
| 3 | Monrovia | 16 augustus 1998  | Afrika Cup 2000 kwalificatie | Liberia − Niger | 2 − 0   |
| 4 | Monrovia | 13 oktober 2002   | Afrika Cup 2004 kwalificatie | Liberia − Niger | 1 − 0   |
| 5 | Niamey   | 5 juli 2003       | Afrika Cup 2004 kwalificatie | Niger − Liberia | 1 − 0   |
| 6 | Monrovia | 14 augustus 2011  | Vriendschappelijk            | Liberia − Niger | 0 − 0   |
| 7 | Niamey   | 9 oktober 2012    | Vriendschappelijk            | Niger − Liberia | 4 − 3   |
| 8 | Caïro    | 25 september 2022 | Vriendschappelijk            | Niger − Liberia | 0 − 0   |

## Samenvatting
| Competitie              | Totaal gespeeld | Winst Liberia | Gelijk | Winst Niger | Doelsaldo Liberia – Niger |
| ----------------------- | --------------- | ------------- | ------ | ----------- | ------------------------- |
| Afrika Cup-kwalificatie | 4               | 2             | 0      | 2           | 4 − 3                     |
| Vriendschappelijk       | 4               | 1             | 2      | 1           | 6 − 4                     |
| Totaal                  | 8               | 3             | 2      | 3           | 10 − 7                    |

LFA · Liberiaans vrouwenelftal
Interlands
Tegenstander:
Algerije ·
Angola ·
Benin ·
Botswana ·
Burkina Faso ·
Burundi ·
Centraal-Afrikaanse Republiek ·
Colombia ·
Congo-Brazzaville ·
Congo-Kinshasa ·
Djibouti ·
Egypte ·
Equatoriaal-Guinea ·
Ethiopië ·
Gabon ·
Gambia ·
Ghana ·
Guinee ·
Guinee-Bissau ·
Indonesië ·
Irak ·
Ivoorkust ·
Kaapverdië ·
Kameroen ·
Kenia ·
Lesotho ·
Libië ·
Madagaskar ·
Malawi ·
Maleisië ·
Mali ·
Marokko ·
Mauritanië ·
Mauritius ·
Mexico ·
Namibië ·
Niger ·
Nigeria ·
Oeganda ·
Oman ·
Papoea-Nieuw-Guinea ·
Rwanda ·
Sao Tomé en Principe ·
Senegal ·
Sierra Leone ·
Soedan ·
Tanzania ·
Thailand ·
Togo ·
Tsjaad ·
Tunesië ·
Zambia ·
Zimbabwe ·
Zuid-Afrika
FNF · Nigerees vrouwenelftal
Interlands
Tegenstander:
Algerije ·
Angola ·
Benin ·
Botswana ·
Burkina Faso ·
Burundi ·
Congo-Brazzaville ·
Congo-Kinshasa ·
Djibouti ·
Egypte ·
Equatoriaal-Guinea ·
Ethiopië ·
Gabon ·
Gambia ·
Ghana ·
Guinee ·
Ivoorkust ·
Kaapverdië ·
Kameroen ·
Lesotho ·
Liberia ·
Libië ·
Madagaskar ·
Mali ·
Marokko ·
Mauritanië ·
Mozambique ·
Namibië ·
Nigeria ·
Oeganda ·
Oekraïne ·
Senegal ·
Sierra Leone ·
Soedan ·
Somalië ·
Swaziland ·
Tanzania ·
Togo ·
Tsjaad ·
Tunesië ·
Zambia ·
Zuid-Afrika